# Cryptus carinifrons
Cryptus carinifrons är en stekelart som först beskrevs av Cameron 1903.  Cryptus carinifrons ingår i släktet Cryptus och familjen brokparasitsteklar. Inga underarter finns listade i Catalogue of Life.